# James McNeal Kelly
James McNeal Kelly (* 15. května 1964 v Burlingtonu, stát Iowa, USA), americký důstojník, letec a kosmonaut. Ve vesmíru byl dvakrát.

## Život

### Studium a zaměstnání
Absolvoval střední školu Burlington Community High School v městě Burlington a v roce 1982 pokračoval ve studiu na vojenské letecké akademii US Air Force Academy. Ukončil ji v roce 1986.
Pracoval pak v armádě jako pilot a operační letecký důstojník v Las Vegas.
Od roku 1996 byl po zácviku členem jednotky kosmonautů v Houstonu u agentury NASA.
Oženil se, jeho manželkou je Dawn, rozená Tommermanová. Měl přezdívku Vegas.

### Lety do vesmíru
Na oběžnou dráhu se v raketoplánech dostal dvakrát jako jejich pilot a strávil ve vesmíru 26 dní, 17 hodin a 21 minut. Pracoval na orbitální stanici ISS. Byl 399. člověkem ve vesmíru.
- STS-102 Discovery ( 8. března 2001 – 21. března 2001)
- STS-114 Discovery (26. července 2005 – 9. srpna 2005)